# Saffron Burrows
Saffron Dominique Burrows (22 de octubre de 1972) es una actriz y modelo inglesa. Ha aparecido en películas como Círculo de amigos (1995), Wing Commander (1999), Deep Blue Sea (1999), Gangster No. 1 (2000), Enigma (2001), Troy (2004), Reign Over Me (2007) y The Bank Job (2008), como así también en series televisivas tales como Boston Legal (2007–08), My Own Worst Enemy (2008) y Law & Order: Criminal Intent.
Apareció como Cynthia Taylor en la serie de Amazon Video Mozart in the Jungle y como Dottie Quinn en la serie de Netflix You (2019).

## Biografía
Burrows nació en St Pancras y creció en Stoke Newington. Su madre era sindicalista y profesora de primaria en Hackney y su padre, arquitecto y profesor. Sus padres y su padrastro eran miembros del Partido Socialista de los Trabajadores, y Burrows fue políticamente activa desde muy joven.
Burrows asistió a la escuela primaria William Tyndale de Islington y luego a la escuela Stoke Newington. Cuando le preguntaron si prefería un colegio en Hackney o Hampstead, dijo que quería estar en un entorno multicultural e inclusivo. A los 11 años se matriculó en clases de interpretación en el teatro Anna Scher.

## Trayectoria
A la edad de quince años, Saffron Burrows fue descubierta por la fotógrafa de moda Beth Boldt en Covent Garden. Pasó a modelar en París y Londres para grandes marcas como "Yves Saint-Laurent" y "Vivienne Westwood", por lo que ganó una inmensa popularidad.
Debutó como actriz en 1991 con un cortometraje, The Body Beautiful, en el que interpretó el papel de una modelo, y retrató un pequeño papel en la serie de televisión 'Les cinq dernières minutes en el episodio "Meurtre en Ardèche" en 1992
En 1993, hizo su debut cinematográfico con un pequeño papel en En el nombre del padre de Jim Sheridan. Su primer papel importante fue en la película Círculo de amigos (1995), seguida de un papel protagonista en la película australiana Hotel de Love (1996).
Posteriormente, también protagonizó la producción de la BBC de Karaoke de Dennis Potter (1996). En 1999, apareció en la película experimental de Mike Figgis The Loss of Sexual Innocence, y en la película de suspenso Deep Blue Sea, por la que fue nominada para un "Blockbuster Entertainment Award" como "Actriz favorita - Newcomer".
Sus otros créditos notables en la pantalla grande incluyen Gangster No. 1 (2000), Troy (2004), Perfect Creature (2006), Reign Over Me (2007)', 'The Guitar (2008) y The Bank Job (2008). Sus créditos televisivos incluyen Boston Legal (2007-08), Ley y orden: intención criminal (2010) y Agentes de S.H.I.E.L.D. (2013-14).
Junto con la actuación, también ha escrito reseñas de libros y para revistas y periódicos como The Guardian, The Independent, The Times y New Statesman.

## Vida personal
Burrows es bisexual y ha señalado que "prefiere la compañía femenina". Estuvo comprometida con el actor Alan Cumming en la década de 1990, y salió con el director Mike Figgis durante cinco años, hasta 2002. También mantuvo una relación con la actriz Fiona Shaw.
Se casó con quien había sido su pareja desde 2007, la escritora Alison Balian, en agosto de 2013. Dio a luz a su hijo en 2012 y a su hija, Daisy Alice Winnie, en enero de 2017. Se separaron en 2020.
En 2009 Burrows obtuvo la ciudadanía estadounidense.

## Filmografía

### Películas
| Año  | Título                       | Personaje                            | Notas        |
| ---- | ---------------------------- | ------------------------------------ | ------------ |
| 1991 | The Body Beautiful           | Modelo                               | Cortometraje |
| 1993 | In the Name of the Father    | Chica de la comuna                   |              |
| 1995 | Círculo de amigos            | Nan Mahon                            |              |
| 1995 | The Big One                  | Jules                                |              |
| 1995 | Welcome II the Terrordome    | Jodie                                |              |
| 1996 | Hotel de Love                | Melissa Morrison                     |              |
| 1997 | Lovelife                     | Zoey                                 |              |
| 1997 | Nevada                       | Quinn                                |              |
| 1997 | One Night Stand              | Supermodelo                          |              |
| 1997 | The MatchMaker               | Moira Kennedy Kelly                  |              |
| 1999 | Wing Commander               | Teniente comandante "Angel" Deveraux |              |
| 1999 | The Loss of Sexual Innocence | Gemela inglesa/italiana              |              |
| 1999 | Deep Blue Sea                | Dra. Susan McCallister               |              |
| 1999 | Miss Julie                   | Miss Julie                           |              |
| 2000 | Assumptions                  | Ruby                                 | Cortometraje |
| 2000 | Timecode                     | Emma Green                           |              |
| 2000 | Gangster No. 1               | Karen                                |              |
| 2001 | Enigma                       | Claire Romilly                       |              |
| 2001 | Tempted                      | Lilly LeBlanc                        |              |
| 2001 | The Seventh Stream           | Mairead                              |              |
| 2001 | Hotel                        | Duquesa de Malfi                     |              |
| 2002 | Frida                        | Grace                                |              |
| 2002 | Flashpoint                   | Dara                                 |              |
| 2002 | Hideous Man                  |                                      | Cortometraje |
| 2003 | The Galíndez File            | Muriel Colber                        |              |
| 2003 | Peter Pan                    | Narradora/Wendy Darling adulta       | Voz          |
| 2004 | Krug                         | Grace Krug                           | Cortometraje |
| 2004 | Troy                         | Andromache                           |              |
| 2004 | Terrible Kisses              | Mujer                                | Cortometraje |
| 2006 | Perfect Creature             | Capitana Lilly Squires               |              |
| 2006 | Klimt                        | Lea de Castro                        |              |
| 2006 | Fay Grim                     | Juliet                               |              |
| 2007 | Broken Thread                | Jenny                                |              |
| 2007 | Reign Over Me                | Donna Remar                          |              |
| 2007 | Dangerous Parking            | Claire Matteson                      |              |
| 2008 | The Guitar                   | Melody Wilder                        |              |
| 2008 | The Bank Job                 | Martine Love                         |              |
| 2009 | Shrink                       | Kate Amberson                        |              |
| 2009 | The Eastmans                 | Dra. Anna Eastman                    |              |
| 2010 | Lawyers                      | Anne                                 | Cortometraje |
| 2012 | Small Apartments             | Francine                             |              |
| 2012 | Knife Fight                  | Sophia Becker                        |              |
| 2015 | Quitters                     | Veronica                             |              |
| TBA  | Dangerous Waters             |                                      |              |

### Televisión
| Año       | Título                       | Personaje           | Notas                                                                    |
| --------- | ---------------------------- | ------------------- | ------------------------------------------------------------------------ |
| 1992      | Les cinq dernières minutes   | Daisy Smith         | Episodio: "Meurtre en Ardèche"                                           |
| 1993      | Full Stretch                 |                     | Episodio: "Family Affairs"                                               |
| 1996      | Karaoke                      | Sandra Sollars      |                                                                          |
| 1996      | Cold Lazarus                 | Sandra Sollars      |                                                                          |
| 1996      | Crucial Tales                | Sarah Brown         | Episodio: "I Bring You Frankincense"                                     |
| 2007–2008 | Boston Legal                 | Lorraine Weller     | 20 episodios                                                             |
| 2008      | Wainy Days                   | Lucy                | Episodio: "Nan and Lucy"                                                 |
| 2008      | Agatha Christie's Marple     | Audrey Strange      | Episodio: "Towards Zero"                                                 |
| 2008      | My Own Worst Enemy           | Dra. Norah Skinner  | 9 episodios                                                              |
| 2009      | Kings                        | Muerte              | Episodio: "The Sabbath Queen" (episodio 8)                               |
| 2010      | Law & Order: Criminal Intent | Det. Serena Stevens | 15 episodios (Temporada 9)                                               |
| 2011      | Bones                        | Ike Latulippe       | Episodio: "The Finder" (temporada 6 episodio 19)                         |
| 2013      | The Crazy Ones               | Helena              | Temporada 1 Episodio 5: "She's So European"                              |
| 2013–2014 | Agents of S.H.I.E.L.D.       | Victoria Hand       | 4 episodios                                                              |
| 2014–2018 | Mozart in the Jungle         | Cynthia Taylor      | Rol regular                                                              |
| 2019      | Elementary                   | Ruby Carville       | Temporada 7 Episodio 1: "The Further Adventures"                         |
| 2019–2021 | You                          | Dottie Quinn        | Rol recurrente (Temporada 2); Rol principal (Temporada 3) (11 episodios) |
| 2022      | Westworld                    | Anastasia Whitney   | Temporada 4 Episodio 2: "Well Enough Alone"                              |